# Baranynci
Baranynci, česky také Baranince (ukrajinsky Баранинці, maďarsky Baranya), je obec v okrese Užhorod,v Zakarpatské oblasti na západě Ukrajiny. V roce 2001 žilo v Baranyncích 1603 obyvatel. V celé obci žilo (v roce 2025) 3025 osob.

## Části obce
- Baranynci
- Barvinok
- Dovhe Pole
- Pidhorb

## Baranynská územní komunita (hromada)
V obci je administrativní centrum Baranynské územní komunity, do které kromě Baranynců patří:
| Název             | Název            | Název                          | Název               |
| přepis do latinky | ukrajinsky       | česky a slovensky              | maďarsky            |
| ----------------- | ---------------- | ------------------------------ | ------------------- |
| Barvinok          | Барвінок         |                                | Börvinges           |
| Cyganivci         | Циганівці        | Cyganovce                      | Czigányos, Cigányóc |
| Dovhe Pole        | Довге Поле       | Dlouhé Pole                    | Unghosszúmező       |
| Hlyboke           | Глибоке          |                                | Mélyút              |
| Cholmec           | Холмець          | Chomec                         | Korláthelmec        |
| Jarok             | Ярок             | Jarok                          | Árok                |
| Nyžne Solotvyno   | Нижнє Солотвино  | Solotvina Nižní, Nižná Slatina | Alsószlatina        |
| Pidhorb           | Підгорб          | Podhrb, Heďfark                | Hegyfark            |
| Ruski Komarivci   | Руські Комарівці | Komárovce Ruské Komárovce      | Oroszkomoró         |
| Strypa            | Стрипа           | Strypa, Stripa                 | Sztrippa            |
| Velyki Lazy       | Великі Лази      | Láz Velký, Veľké Lazy          | Nagyláz             |

Baranynská územní komunita má rozlohu 121,53 km². V roce 2020 v ní žilo 7 558 obyvatel.

## Historie
Místo bylo poprvé písemně zmíněno v roce 1389 jako Baranya. Do uzavření Trianonské smlouvy byla obec součástí Uherska, poté součástí Československa. V roce 1938 byla obec v důsledku první vídeňské arbitráže přičleněna k Maďarsku. Od roku 1945 byla součástí Ukrajinské sovětské socialistické republiky, která byla součástí SSSR. Od roku 1991 je součástí nezávislé Ukrajiny.